# ケイ・ノーブル
ケイ・ノーブル（Kay Noble）ことメアリー・シャーリーン・ノーブル（Mary Charlene Noble、1940年10月15日 - 2006年4月27日）は、アメリカ合衆国の元女子プロレスラー。ミズーリ州セントジョセフ出身。

## 来歴
1958年、地元セントジョセフにて18歳でデビュー。
1959年、ダグ・ギルバートと結婚し、3人の子供を儲けるが後に離婚。
1963年、AWA世界女子王座を獲得。
1969年、全日本女子プロレスに来日を果たす。
1971年、ビビアン・バションに敗れAWA王座陥落。
1985年、3度目の結婚。
1987年、引退。
2001年、カリフラワー・アレイ・クラブに表彰される。
2006年4月27日、胃がんのため死去。65歳没。

## 獲得タイトル
AWA
- AWA世界女子王座

NWAテキサス
- NWAテキサス女子王座[3][5]

その他
- セントラルステート女子王座[3][5]